# North Sea (New York)
North Sea est une census-designated place du comté de Suffolk, dans l'État de New York, aux États-Unis,. En 2020, elle compte une population de 5 461 habitants.